# Un carro en el camino nevado en Honfleur
Un carro en el camino nevado en Honfleur (en francés: La charrette, route sous la neige à Honfleur) es un paisaje al óleo sobre lienzo del impresionista francés Claude Monet. La pintura representa a un hombre que se aleja en un carro, transitando por una carretera nevada en Honfleur. 
Un carro en el camino nevado de Honfleur es uno de los casi 140 paisajes nevados pintados por Monet. Se cree que es su primer paisaje nevado y es similar a otros paisajes nevados realizados en esos años, como El camino frente a la granja Saint-Simeon en invierno, La urraca, Nieve en Argenteuil y El pañuelo rojo.
Se cree que la pintura está fuertemente influenciada por los paisajes nevados del artista japonés Utagawa Hiroshige (1797-1858), como Ochanomizu y Tiempo despejado después de la nieve en Kaneyama (1797-1858). Aspectos como el punto de fuga único y las tonalidades variadas de la nieve también pueden rastrear sus influencias hasta Japón.

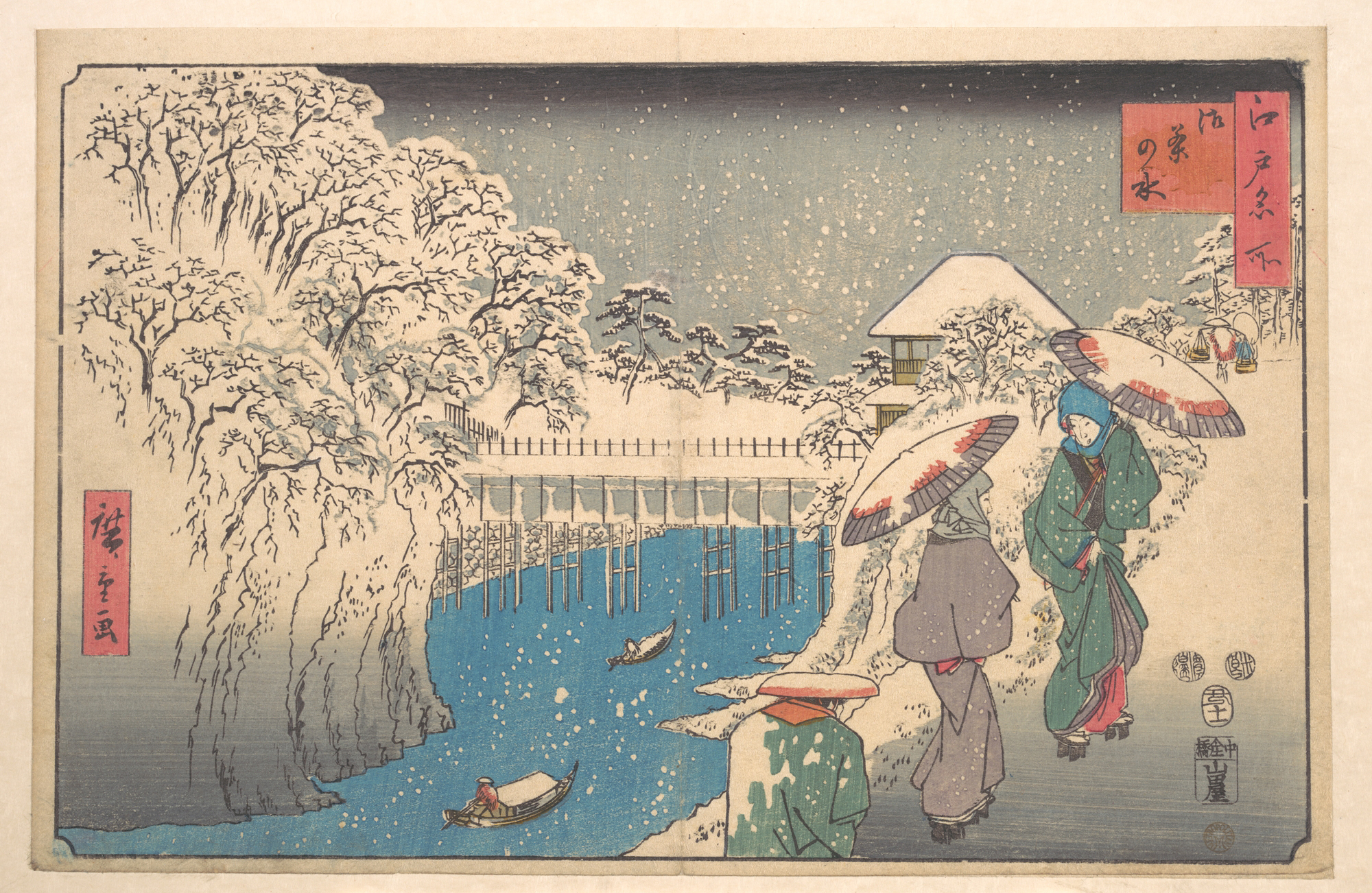
Ochanomizu, fechado el mes 11, año del Buey, 1853.

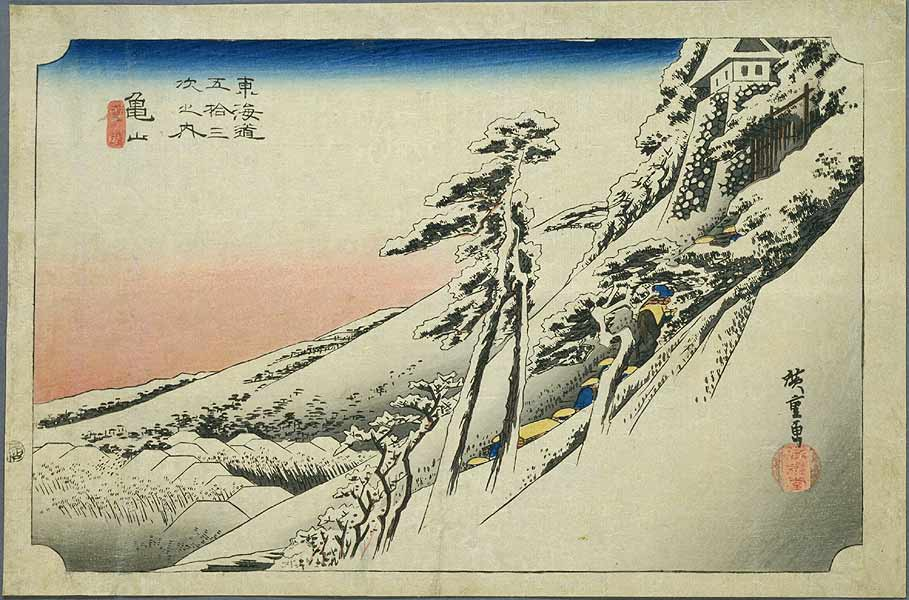
Tiempo despejado después de la nieve en Kaneyama. Kaneyama-juku en la década de 1830, como lo describe Hiroshige en la edición Hōeidō de Las cincuenta y tres estaciones de Tōkaidō (1831–1834).